# Riu Pinturas

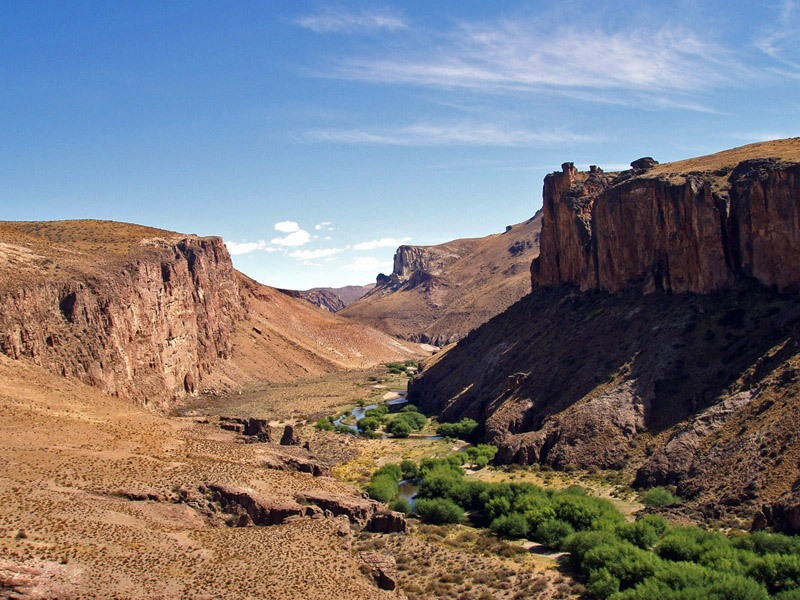
La vall del riu Pinturas prop de la vila de Perito Moreno

El riu Pinturas és un riu de l'Argentina de la província de Santa Cruz a la Patagònia. És l'afluent més important del riu Deseado.
Nascut als Andes, al si del petit massís de Monte Zeballos (2.743 m d'alçada), situat al sud del llac Buenos Aires, transcorre al començament cap a l'est amb el nom de riu Ecker durant una centena de kilòmetres. Després tomba bruscament cap al nord en direcció al riu Deseado, travessant un engorjat espectacular de 150 km. de llarg, anomenat Vall del Riu Pinturas on es troba la coneguda Cova de les Mans (Cueva de las Manos), la vall i la cova van ser declarades Patrimoni de la Humanitat per la UNESCO el 1999.